# 橘ゆかり
橘 ゆかり（たちばな ゆかり、1965年10月8日 - ）は、日本の女優。
東京都大田区出身。アクトレインクラブ所属。

## 来歴・人物
幼少期に雑誌やCMにおいて広告のモデルの仕事をしていたが、14歳の時に東京・原宿でスカウトされたことがきっかけで本格的に芸能界での活動を開始、1982年、森田芳光監督の映画『ボーイズ&ガールズ』で女優デビュー。1989年、初のヌードシーンを演じた中原俊監督の映画『猫のように』で第10回ヨコハマ映画祭最優秀新人賞を受賞。1996年にはヘアヌード写真集を発表した。
東京都立代々木高等学校卒業。兄がいる。身長167cm、体重50Kg。B83cm、W61cm、H88cm。靴のサイズ24.5 cm。

## 出演

### 映画
- ボーイズ&ガールズ（1982年、監督：森田芳光）
- 猫のように（1988年、監督：中原俊）
- 悲しい色やねん（1988年、監督：森田芳光）
- メロドラマ（1988年、監督：小澤啓一）
- 孔雀王アシュラ伝説（1989年、監督：ラン・ナイチョイ）
- 櫻の園（1990年、監督：中原俊）
- おいしい結婚（1991年、監督：森田芳光）
- 劇場版 超星艦隊セイザーX 戦え!星の戦士たち（2005年、監督：大森一樹） - リキのママ 役[1]
- 彩恋 SAI-REN（2007年、監督：飯塚健）
- おくりびと（2008年、監督：滝田洋二郎）
- 14才のハラワタ（2009年、監督：佐山もえみ） - 祐輔の母 役

### テレビドラマ
- 私鉄沿線97分署 第68話「新任刑事はダーティハリー!?」（1986年、テレビ朝日・国際放映）
- 遠山の金さん（1986年、テレビ朝日）　※高橋英樹版
- セーラー服反逆同盟 第16話「翼の折れた天使」（1987年、日本テレビ）
- 銭形平次 第23話「五年ぶりの給金」（1987年、日本テレビ） - お杉 役
- 必殺仕事人V・風雲竜虎編 第2話（1987年、テレビ朝日）
- 避暑地の猫（1988年、テレビ朝日）
- ベイシティ刑事 第15話「美女の写真は殺しの招待状！」（1988年、テレビ朝日・東映）
- 男たちの激突（1988年、フジテレビ）
- こまらせないで! 第8話（1989年、フジテレビ）
- 奇妙な出来事 第6話「DODAデューダどうだ!?」（1989年、フジテレビ） - 舛田美智子 役
- 親娘不倫ゲーム（1989年、TBS）
- 美談の裏側（1989年、フジテレビ）
- 残酷な旅路（1989年、フジテレビ）
- 多少柔情 多少涙（1990年、台湾電視公司） - 25周年記念連続ドラマ
- 荒木又右衛門（1990年、NHK）
- ネットワークベイビー（1990年、NHK）
- 郷愁（1990年、NHK）
- ザ・刑事 第15話（1990年、テレビ朝日）
- 刑事貴族2 第20話「悪い奴ら」（1991年、日本テレビ）
- TVレポーター殺人事件（1991年、テレビ朝日）
- 七人の女弁護士（1991年、テレビ朝日）
- 月曜ドラマスペシャル 外科病棟の陰謀（1991年、TBS）
- ルージュの伝言 第1話（1991年、TBS）
- NIGHT HEAD 第4話（1992年、フジテレビ）
- シングルハート（1992年、日本テレビ）
- 世にも奇妙な物語 「水を飲む男」(1992年、フジテレビ）
- 土曜ワイド劇場（テレビ朝日）
  - 混浴露天風呂連続殺人(11) 豪華別荘のアリバイ崩し 伊豆大島－新島－式根島 (1992年）
  - 美人お嬢さま殺し（1992年）
- ボクたちのドラマシリーズ｢放課後｣（1992年、フジテレビ） - 水原とき子 役
- はだかの刑事 第24話（1993年、日本テレビ）
- 真夏の刑事 第12話（1993年、テレビ朝日）
- 上品ドライバー（1997年、フジテレビ）
- 金曜エンタテイメント 音の犯罪捜査官・響奈津子3（1999年、フジテレビ）
- 火曜サスペンス劇場（日本テレビ）
  - 15年目の夏（2001年）
  - 「迂回路」（2003年11月） - 遠藤智子 役
  - 屋形船の女 2（2004年）
- ウソコイ 第6話、第8話（2001年、フジテレビ）
- 女と愛とミステリー（テレビ東京）
  - 保険調査員2 愛の7年殺人事件（2001年）
  - 金沢能登殺人周遊（2003年）
  - 滝警部補の事件簿 飛騨高山・殺意の追憶（2005年）
- 人にやさしく 第2話（2002年、フジテレビ）
- ドラマスペシャル 焼け跡のホームランボール（2004年、NHK）
- 温泉へ行こう4 第11話（2004年、TBS）
- すずがくれた音（2005年、TBS） - 準レギュラー・玲子 役
- 救命病棟24時（第3シリーズ） 第1話（2006年、フジテレビ）
- 1リットルの涙 第3話（2006年、フジテレビ）
- 秘太刀 馬の骨（2006年、NHK）
- 母親失格（2007年、東海テレビ・フジテレビ）
- 水曜ミステリー9 顔のない女（2007年、テレビ東京）
- その男、副署長〜京都河原町署事件ファイル〜（2007年、テレビ朝日）
- 忘却の調べ〜オブリビオン〜（2007年、テレビ東京）
- サギ師 リリ子 第4話（2009年、テレビ東京）
- 女帝 薫子　第4話（2010年、テレビ朝日）
- 月曜ゴールデン 美食カメラマン 星井裕の事件簿2（2011年、TBS） - 月山聖心 役
- 金曜プレステージ 所轄刑事6（2011年、フジテレビ） - 円城寺珠代 役
- 相棒 Season 10 第5話「消えた女」（2011年11月16日、テレビ朝日） - 橋場冴美 役
- 月曜名作劇場 警視庁心理捜査官・明日香5（2016年5月16日、TBS） - 世良遥子 役
- 人形佐七捕物帳（2016年） - おもと 役
- 家政夫のミタゾノ（2018年） - 浅野加奈子 役
- 日曜プライム 「おかしな刑事20」（2019年） - 武藤文江 役
- ナンバMG5（2022年、フジテレビ） - 伍代里美 役
- オクラ〜迷宮入り事件捜査〜 第8話（2024年11月26日、フジテレビ） - 鷲沢志保 役[3]

### 舞台
- フェードル（1996年、演出：高頭宏輔）
- CHILD（1999年、演出：高頭宏輔）
- れ・り・びぃ（2000年、演出：TARAKO）
- ラグズ・パーティ（2000年、プロデュース：村田雄浩）
- ORB（2003年、演出：小野寺丈）
- KISS&CRY（2004年、演出：石井信行）
- 羽音（2005年、演出：小野寺丈）
- ほろほろ（2006年、演出：小野寺丈）
- POLUKA（2007年、演出：小野寺丈）
- スタジアム（2008年、演出：小野寺丈）

### CM
- ソニー・ミュージックエンタテインメント 安全地帯/アルバム『安全地帯Ⅸ』（2002年）
- トヨタ自動車 NCVカローラ登場篇（2002年）
- 明治乳業 ママDEマジック（2003年）

## 書籍
- 写真集
  - Who's that Girl 橘ゆかり（1989年11月、安珠撮影、近代映画社） ISBN 4764816261
  - LIFE 橘ゆかり写真集（1996年1月、伊波正文撮影、ぶんか社） ISBN 4821120402
  - Road Movie 橘ゆかり写真集2（1996年11月、伊波正文撮影、ぶんか社） ISBN 4821121190
- ビデオ
  - ウィッチ（1988年6月、笠倉出版社） ISBN 4773020105
  - NUJUN〜女優・橘ゆかり700日の旅〜（1996年3月、ポニーキャニオン）